# I Get Around
I Get Around - singiel amerykańskiego rapera 2Paca promujący album Strictly 4 My N.I.G.G.A.Z... z roku 1993. Gościnnie występują dwaj członkowie grupy muzycznej Digital Underground – Shock G i Money-B. Utwór osiągnął sukces komercyjny. W grudniu 1993, za sprzedaż ponad 500 tys. egzemplarzy, uzyskał złotą płytę. Do singla powstał teledysk.

## Lista utworów
1. „I Get Around” (LP version) – 4:19
2. „I Get Around” (vocal version) – 6:07
3. „Nothing but Love” – 5:04
4. „I Get Around” (remix) – 6:06
5. „I Get Around” (remix instrumental) – 6:04
6. „I Get Around” (7" remix) – 3:36

## Notowania
| Notowanie (pod koniec roku) (1993) | Pozycja |
| ---------------------------------- | ------- |
| U.S. Billboard Hot 100             | 56      |

## Certyfikaty i sprzedaż
| Kraj                     | Certyfikat      | Sprzedaż   |
| ------------------------ | --------------- | ---------- |
| Stany Zjednoczone (RIAA) | platynowa płyta | 1 000 000+ |